# Lahuť
Lahuť je malá osada, část obce Mokrý Lom v okrese České Budějovice v Jihočeském kraji. Leží zhruba patnáct kilometrů jižně od Českých Budějovic. V roce 2011 zde trvale žilo šest obyvatel.

## Název
Název vsi odvozen slova lahodný (jména Lahodný, Lahodka).

## Historie
První písemná zmínka o vesnici pochází z roku 1361, kdy farář z Velešína obdržel vydržováním dvou vikariátů dar – dvůr a ves Lahuť (curiam et villam Lahut) a ves Kladiny. V roce 1387 přešlo vrchní panství na Rožmberky. Jindřich III. z Rožmberka dal velešínskému faráři roku 1410 povolení, aby vzdálený dvůr prodal. Prodej se uskutečnil téhož roku v den svatého Michala a kupcem byl Pešek Lahodka z Ločenic, který za něj zaplatil za 22 kop. Kromě toho musel platit roční poplatek ve výši dvou kop pražských grošů, dvou džberů žita a dvou džberů ovsa.
Roku 1928 byla ves elektrifikována.

## Obyvatelstvo
| Rok                                                          | 1869 | 1880 | 1890 | 1900 | 1910 | 1921 | 1930 | 1950 | 1961 | 1970 | 1980 | 1991 | 2001 | 2011 | 2021 |
| ------------------------------------------------------------ | ---- | ---- | ---- | ---- | ---- | ---- | ---- | ---- | ---- | ---- | ---- | ---- | ---- | ---- | ---- |
| Počet obyvatel                                               | 35   | 27   | 30   | 43   | 40   | 40   | 35   | 17   | 9    | 11   | 5    | 3    | 2    | 6    | 8    |
| Počet domů                                                   | 6    | 6    | 6    | 6    | 7    | 7    | 6    | 5    | —    | 4    | 3    | 6    | 6    | 6    | 6    |
| Počet domů z roku 1961 je zahrnut v počtu domů Mokrého Lomu. |      |      |      |      |      |      |      |      |      |      |      |      |      |      |      |

## Obecní správa
Po zrušení poddanské příslušnosti k buquoyskému panství Nové Hrady tvořila Lahuť od roku 1850 součást obce Sedlce. Ke dni 28. února 1924 se oddělila v rámci obce Mokrý Lom, s níž byla v letech 1943–1945 součástí Branišovic a mezi 14. červnem 1964 a 23. listopadem 1990 včleněna pod obec Římov. Od znovuosamostatnění Mokrého Lomu jako obce dne 24. listopadu 1990 je Lahuť jeho částí.